# Daniel Sloboda
Daniel Sloboda (* 20. Dezember 1809 in Skalica; † 10. November 1888 in Rusava) war ein slowakischer, k. k. österreichischer evangelischer Geistlicher, Botaniker, Übersetzer und Ethnograf. Sein botanisches Autorenkürzel lautet „Sloboda“.

## Leben
Nach dem Studium der Theologie in Preßburg wirkte der Sohn eines Schuhmachers ab 1833 als Kaplan in Myjava. Am 14. April 1837 wurde er zum evangelischen Pfarrer von Rottalowitz (heute Rusava) berufen. Dieses Amt übte Sloboda über 51 Jahre bis zu seinem Tode aus. Nach seinem Amtsantritt ließ er das baufällige Pfarrhaus sanieren, um eine Wohnung für seine zu gründende Familie zu haben. 1840 heiratete er. Als Gotteshaus diente zu dieser Zeit eine hölzerne Bethalle auf dem Gelände des heutigen Schulgartens. Im Jahre 1863 konnte die evangelische Schule in Rusava eröffnet werden. Da die Gelder der Gemeinde durch den Schulbau erschöpft waren, reiste der Pfarrer nach Wien, Brünn, Leipzig und Dresden, um durch Spenden und Unterstützungen die Errichtung einer Kirche zu ermöglichen. Zwei Jahre später begann der Kirchbau, bis zu deren Vollendung wegen finanzieller Nöte der Gemeinde 17 Jahre vergingen. Die Maurerarbeiten wurden 1872 abgeschlossen, der Kirchturm schließlich 1878 fertiggestellt. Eine Glocke konnte erst 1882 aufgehängt werden, ihr Guss wurde durch die Familie Mozola finanziert, die zuvor der Kirche bereits den Kristalllüster gespendet hatte.
Sloboda war der Schwager von Jozef Miloslav Hurban. Er pflegte eine enge Freundschaft mit Ján Kollár und František Sušil. Sein Grab befindet sich auf dem Friedhof von Rusava. Am evangelischen Pfarrhaus wurde ihm zu Ehren eine Gedenktafel angebracht.

## Werk
Neben seinen geistlichen Aufgaben betätigte sich Sloboda, in enger Zusammenarbeit mit František Sušil, als Sammler von Volksliedern. Bedeutung erlangte er vor allem durch seine botanischen Arbeiten. Im Jahre 1852 veröffentlichte Sloboda mit Rostlinnictví, čili Návod k snadnému určení a pojmenování rostlin v Čechách, Moravě a jiných zemích Rakouského mocnářství domácích das erste in tschechischer Sprache erschienene Pflanzenbestimmungsbuch. Darin beschrieb Sloboda auf 736 Seiten und einem 48-seitigen Vorwort über 3000 Arten in 660 Gattungen. Dabei trug er sich anfänglich mit dem Gedanken einer Übersetzung von P. F. Cüries 1840 in Kittlitz erschienener Pflanzenkunde. Anleitung die im Mittleren und Nördlichen Deutschland Wildwachsenden und Angebauten Pflanzen auf eine leichte und sichere Weise durch eigene Untersuchung zu bestimmen, die knapp 2000 Arten in 589 Gattungen umfasste. Schließlich nahm Sloboda auch noch alle Arten aus Joseph August Schultes Oestreichs Flora in sein Werk auf. Die tschechischen Pflanzennamen übernahm er dabei aus Jan Svatopluk Presls O přirozenosti rostlin aneb Rostlinář und ergänzte diese um volkstümliche Bezeichnungen. Sein 1867 verfasstes Manuskript über der Flora der Umgebung von Rusava Květena okolí Rusavy blieb unveröffentlicht.